# Manfred Braun
Manfred Braun (* 27. September 1928 in Gladbeck; † 21. Oktober 2023) war ein deutscher Politiker (SPD). Im Jahr 1976 war er kommissarischer Oberbürgermeister der Stadt Gladbeck.

## Leben
Nach dem Abschluss der Volksschule besuchte Braun die Fachschule für Vermessungswesen, legte dort 1946 die Vermessungstechnikerprüfung ab und arbeitete ab 1946 als technischer Angestellter. 1948 trat er in die ÖTV ein.
Braun trat 1966 der SPD bei und wurde zum Vorsitzenden des SPD-Ortsvereins Mitte-Ost und zum stellvertretenden Vorsitzenden des SPD-Stadtverbandes Gladbeck gewählt. Von 1969 bis 1974 und ab 1976 war er Mitglied im Rat der Stadt Gladbeck und dort von 1971 bis 1974 sowie ab 1976 SPD-Fraktionsvorsitzender. 1976 war er Kommissar für die Aufgaben des Rates und des Oberbürgermeisters der Stadt Gladbeck. Neben seiner kommunalpolitischen Tätigkeit wirkte er als Vorsitzender des Aufsichtsrats der Gemeinnützigen Wohnungsgesellschaft Gladbeck (GWG).
Dem Landtag von Nordrhein-Westfalen gehörte Braun als Abgeordneter vom 28. Mai 1975 bis zum 31. Mai 1995 an.